# 1917 en photographie
| Années de la photographie : 1914 - 1915 - 1916 - 1917 - 1918 - 1919 - 1920    |
| Décennies de la photographie : 1880 - 1890 - 1900 - 1910 - 1920 - 1930 - 1940 |

Cet article présente les faits marquants de l'année 1917 en photographie.

## Évènements

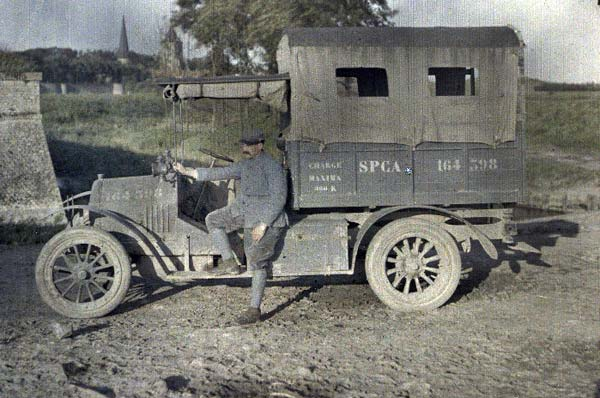
Un camion de la SPCA près de Bergues, 2 septembre 1917.

- mars : en France, la Section photographique de l'armée (SPA)  et la section cinématographique, créées en 1915, fusionnent pour former la Section photographique et cinématographique des Armées (SPCA).
- 4 août : Louise et Henri Leblanc font don de leur collection sur la guerre rassemblée depuis 2014 (22 000 pièces : livres, revues, presse, archives, peintures, dessins, affiches, objets et un grand nombre de photographies) en stipulant qu'elle doit former une « Bibliothèque-musée de la Guerre » ; c'est l'acte de naissance de la Bibliothèque de documentation internationale contemporaine (BDIC) à Nanterre[1], devenue La Contemporaine en 2018.
- septembre : la société Michelin édite en France son premier Guide des champs de bataille : Champs de la bataille de la Marne. I. L'Ourcq, Meaux, Senlis, Chantilly. II. Les Marais de Saint-Gond. Coulommiers, Provins, Sézanne[2] ; ces guides sont illustrés de photographies provenant aussi bien de photographes amateurs que professionnels, avec le but de conserver le souvenir des faits de la guerre ainsi que de développer un tourisme patriotique[3],[4].
- La revue américaine trimestrielle de photographie, Camera Work, fondée en 1903 par Alfred Stieglitz et le groupe de Photo-Secession, cesse de paraître avec le no 49-50, ultime livraison. La Galerie 291, fondée en 1905, cesse également ses activités.
- Création de l'agence photographique Keystone View Company (en) aux États-Unis par l'homme d’affaires Lloyd Singley, spécialisé dans la réalisation de vues en stéréoscopie, et Bert Garaï, un émigré hongrois qui dirige une petite agence de presse, la Press Illustrations Service[5].
- Arsène Gitzhoven crée la société Gitzo qui fabrique des appareils photographiques, des obturateurs et des déclencheurs souples ; elle se spécialisera dans les supports (trépied notamment) pour appareils photos et caméras.

## Photographies notables
- avril : Alfred Stieglitz photographie le ready-made de Marcel Duchamp, Fontaine, exposé dans sa galerie d'art, Galerie 291, à New York et publie la photographie dans la revue The Blind Man en mai.

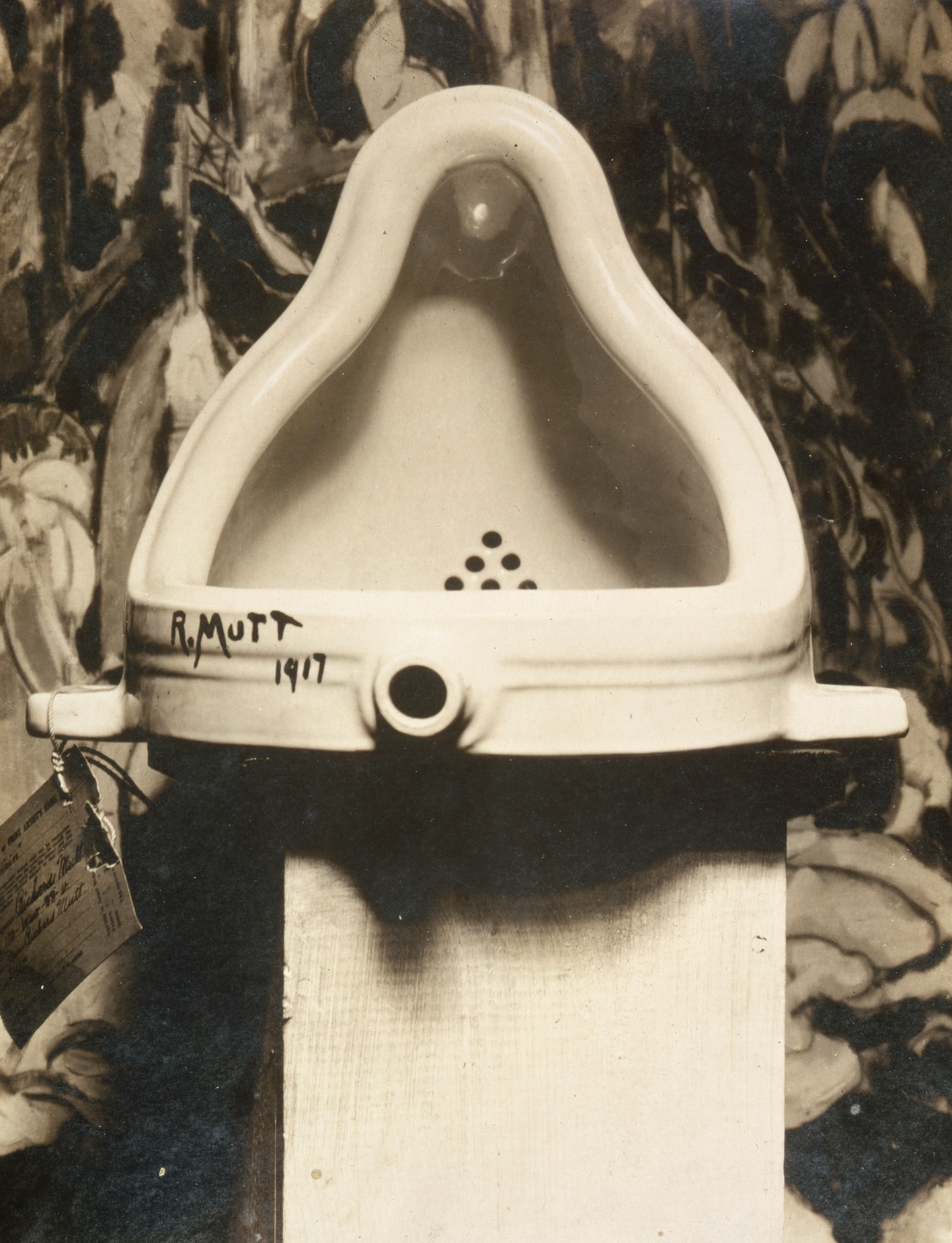
Alfred Stieglitz, Fontaine, gélatine argentique.
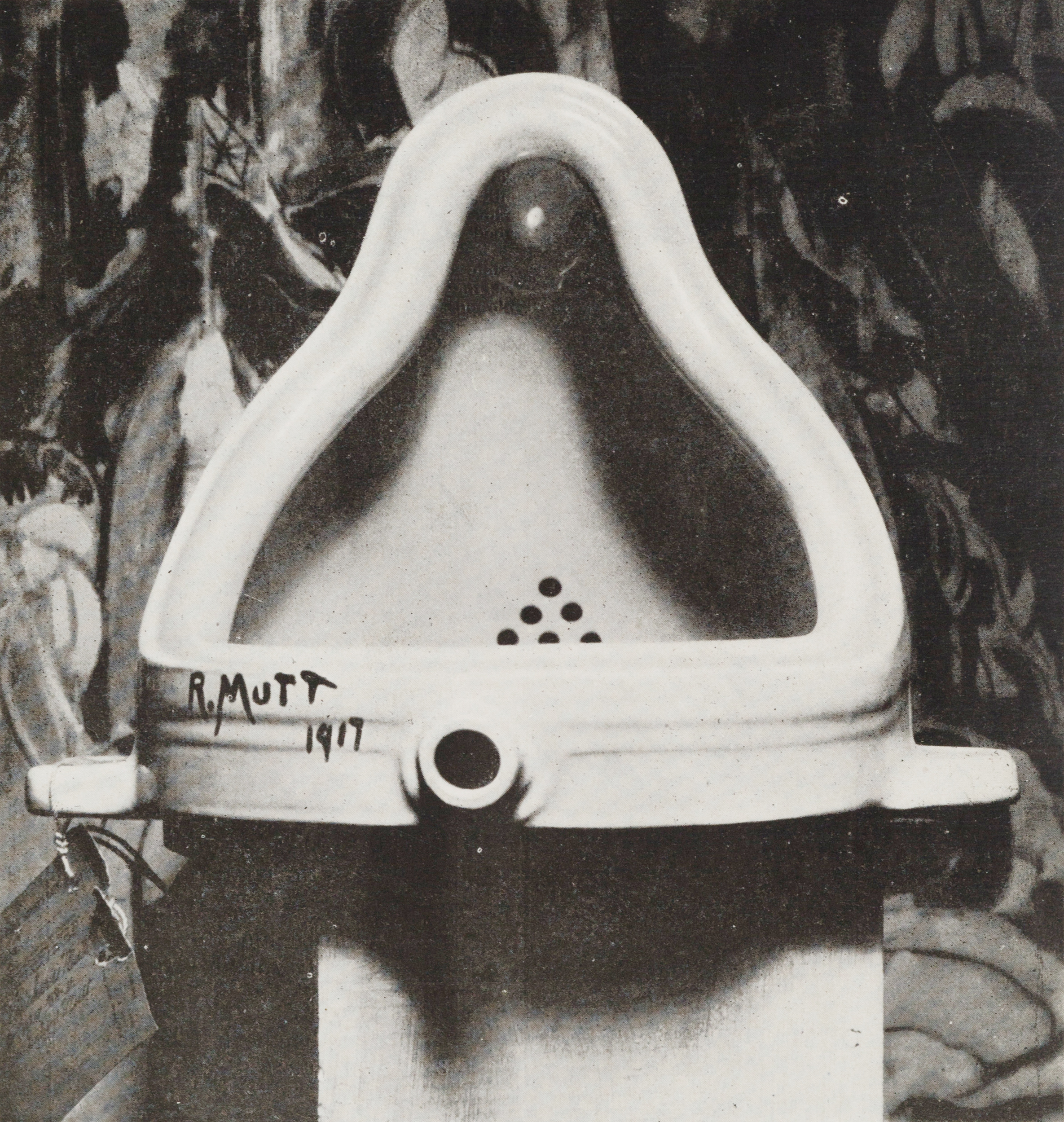
La photographie de Stieglitz publiée dans la revue The Blind Man, mai 1917, n° 2, p. 4.

- juillet-septembre Elsie Wright et Frances Griffiths, deux jeunes cousines qui vivent à Cottingley, près de Bradford dans le Yorkshire en Angleterre, prennent deux photographies sur plaque de verre qui sont à l'origine de l'affaire des fées de Cottingley[6].

## Études, essais, articles
- Paul Strand, « Photography », Seven Arts, août 1917, p. 524 ; il y rejette l’esthétique du pictorialisme au profit d’une pratique photographique directe et objective « sans aucun truc ni procédé, sans manipulation, grâce à l’utilisation de méthodes photographiques directes [straight photographic methods] »[7].

## Expositions
- 15 novembre - 15 décembre : 2e exposition interalliée de photographies de guerre, Jeu de paume, terrasse des Tuileries, Paris, organisée par la Section photographique et cinématographique des Armées (S.P.C.A) [8].

## Naissances

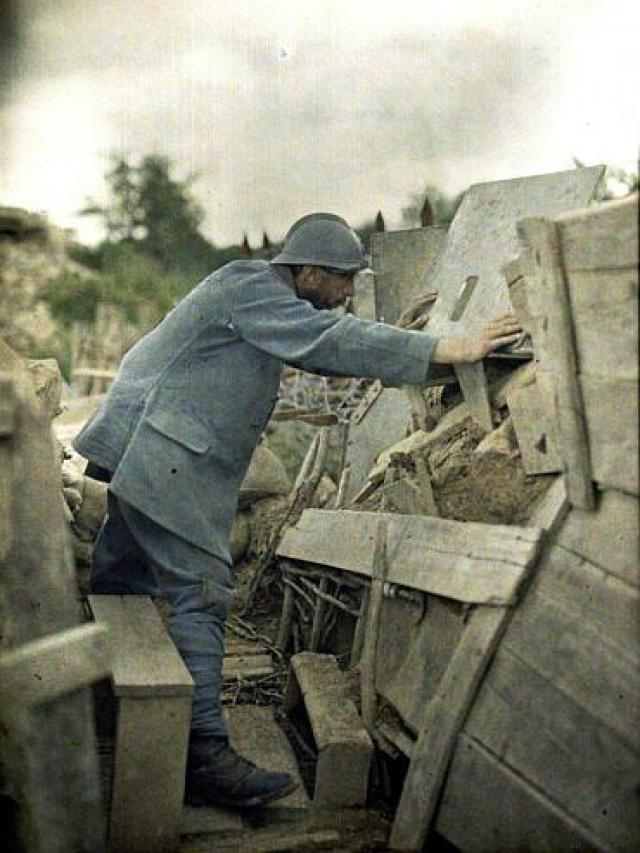
Paul Castelnau, Soldat français au poste de l'Écluse à Eglingen, Haut-Rhin, 23 juin 1917. Autochrome.

- 28 janvier : William P. Gottlieb, journaliste et photographe américain, connu pour ses photographies de musiciens de jazz, mort le 23 avril 2006.
- 20 février : Tana Hoban, photographe américaine et  autrice de livres pour enfants basés sur son travail photographique, morte le 27 janvier 2006.
- 23 mars : Evgueni Khaldeï, photographe soviétique de l'agence Tass, mort le 6 octobre 1997.
- 9 avril : Vadim Gippenreiter, sportif et photographe russe, mort le 16 juillet 2016.
- 16 avril : Frédéric Barzilay, photographe français, mort le 13 février 2012.
- 1er mai : Jean Lattès, photojournaliste français, mort le 11 avril 1996.
- 4 juin : Jean-Marie Marcel, photographe français de mode, mort le 18 juin 2012.
- 15 juin : Lillian Bassman, photographe de mode américaine, morte le 30 octobre 2015.
- 16 juin : Irving Penn, photographe américain, mort le 7 octobre 2009.
- 6 août : Yōsuke Yamahata, photographe japonais, mort le 18 avril 1966.
- 21 octobre : Mogens von Haven, photographe danois, premier lauréat du World Press Photo of the Year en 1955, mort le 8 décembre 1999.
- 5 novembre : Angelo Boyadjian, photographe égyptien d’origine arménienne, mort le 12 décembre 2003.
- 22 novembre : Dan Er. Grigorescu, photographe et éditeur roumain, actif en Roumanie et en France, mort le 19 février 1990.
- 3 décembre : Wilhelm Brasse, photographe polonais, déporté et contraint de travailler comme photographe du camp d'extermination d'Auschwitz, mort le 23 octobre 2012.
- Date précise non renseignée ou inconnue :
  - Roger St-Jean, photographe québécois, mort en 1971.
  - Kaneyoshi Tabuchi, photographe japonais, mort en 1997.

## Décès
- 18 juin : Léopold Poiré, graveur et photographe français, né le 23 juin 1879.
- 19 juin : Wilhelmina Lagerholm, peintre et photographe suédoise, née le 25 mars 1826.
- 24 juillet : Manó Mai, photographe hongrois, né le 24 mai 1855.
- 28 juillet : Charles Mendel, libraire et éditeur photographique français, directeur de Photo-Revue, fabricant d'appareils photographiques, né le 1er mars 1858.
- 11 septembre : Albert Londe, photographe français, directeur du service photographique à l'hôpital de la Salpêtrière à Paris, né le 26 novembre 1858.
- 22 septembre : Hans Lehmann, physicien allemand spécialisé dans l’optique et la photographie, né le 9 novembre 1875.
- 30 octobre : Eugène Dorsène, photographe français, actif dans le Périgord, né le 13 juillet 1854.
- 27 novembre : Julia Widgrén, photographe finlandaise, née le 25 décembre 1842.

## Célébrations
Centenaire de naissance
- Geneviève Élisabeth Disdéri
- Jules Duboscq
- Jules Géruzet
- Anastas Jovanović
- Firmin Eugène Le Dien
- Charles-Louis Michelez
- Franziska Möllinger
- Ferdinand Mulnier
- Pompeo Pozzi
- William Pumphrey (en)
- Ildefonse Rousset
- Eugène Sevaistre
- George Shadbolt
- Henry Hunt Snelling (en)
- Hugh Lyon Tennent (en)
- Félix Teynard
- Sixtus Armin Thon
- Marcus Thrane
- Maurits Verveer
- Hugues Bidoit